# Henry Grattan Tyrrell
Pour les articles homonymes, voir Tyrrell.
Henry Grattan Tyrrell (Weston, Ontario, 1867 - 1948) est un ingénieur canadien en génie civil qui s'est spécialisé dans la conception et la construction de ponts. Dans la seconde partie de sa carrière, il a rédigé de nombreux articles techniques dans des revues professionnelles de génie civil et publié des livres sur l'ingénierie des ponts qui constituent une base documentaire importante sur cette technologie au début du 20e siècle.

## Biographie
Il a obtenu un diplôme de sciences appliquées et un diplôme d'études supérieures en génie civil à l'Université de Toronto en 1886.
Entre 1886 et 1888, il a travaillé comme arpenteur au Québec et au Maine pour la construction d'une branche du Chemin de fer Canadien Pacifique.
Ensuite, il a travaillé comme ingénieur en génie civil pour plusieurs entreprises aux États-Unis telles que the Boston Bridge Company (Massachusetts) et the Brackett Bridge Company (Ohio).

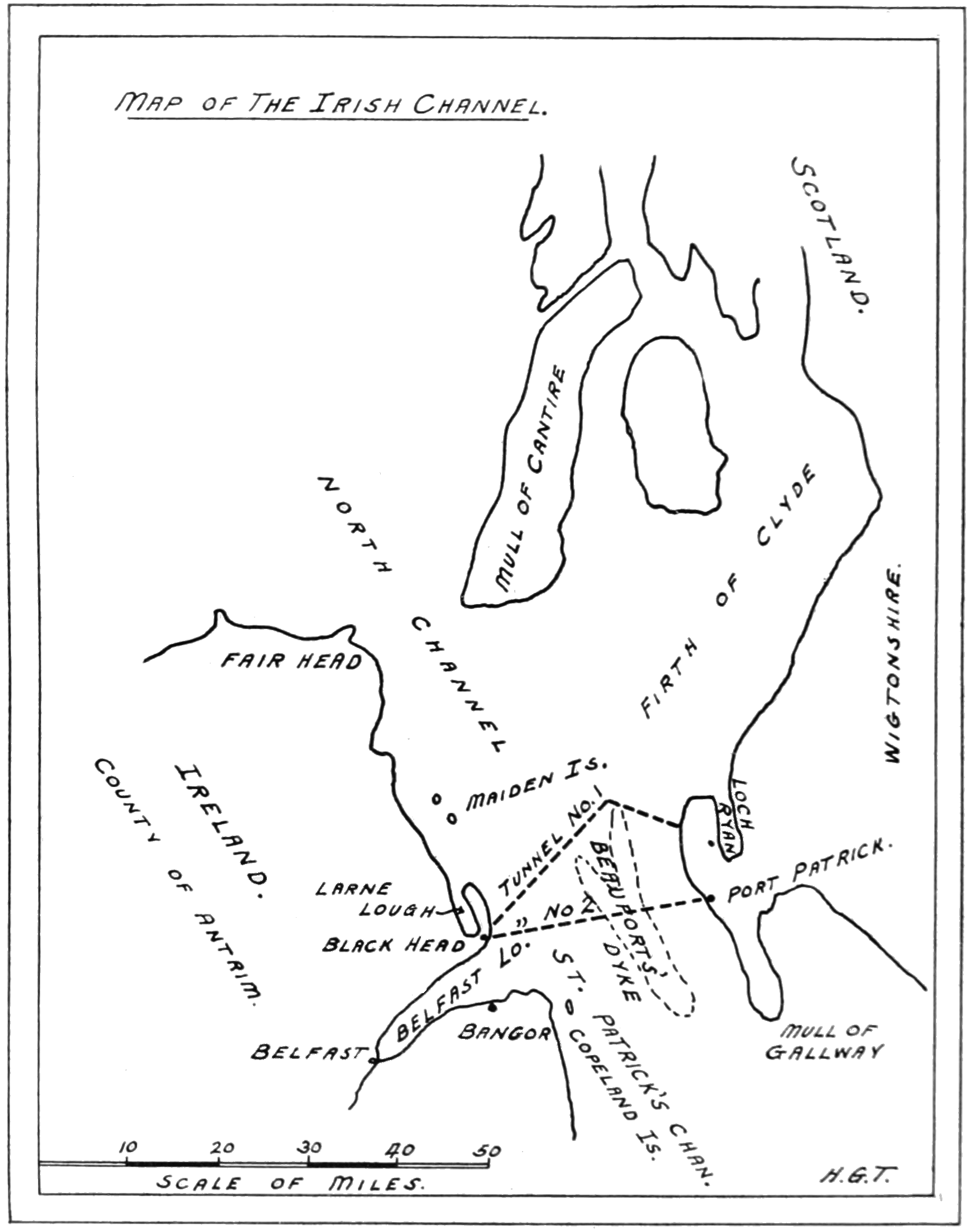
Plan du projet de lien fixe traversant la mer d'Irlande - 1913

Il a construit plusieurs ponts remarquables, comme celui sur la rivière Great Miami à Elizabethtown en Ohio qui était lors de sa mise en service le plus long pont en treillis d'une seule travée (586 ft soit environ 180 m).
Il dépassait d'une dizaine de mètres le précédent record du pont sur l'Ohio à Cincinnati.
Afin de développer le trafic ferroviaire et l'économie de l'Irlande, il propose la création d'un lien fixe entre l'île d'Irlande et l'île de Grande-Bretagne au niveau de la Fosse de Beaufort, dans un article paru dans en octobre 1913 dans le magazine Popular Science,. Il note que ce projet est dépendant d'une future création du tunnel sous la Manche :"Le trafic ferroviaire en Irlande augmenterait encore si une ligne similaire traversait le canal de l'Angleterre à la France, établissant une connexion ferroviaire directe de la Grande-Bretagne au continent",.
En 1915, il a fondé la Tyrrell Engineering Company à Détroit et créé des bureaux à New York et Washington.

## Ouvrages
- (en) Henry Grattan Tyrrell, Concrete Bridges and Culverts, for Both Railroads and Highways [« Ponts en béton et ponceaux »], Chicago, M.C. Clark Publishing Company, 1909, 251 p. (LCCN 09031990, lire en ligne)
- (en) Henry Grattan Tyrrell (ill. Mary Maude Knox Tyrrell), History of bridge engineering [« Histoire de l'ingénierie des ponts »], Chicago, Publié par l'auteur, 1911, 491 p. (LCCN 11012522, lire en ligne)
- (en) Henry Grattan Tyrrell, The evolution of vertical lift bridges [« Evolution des ponts élévateurs verticaux »], Toronto, The University of Toronto Engineering Society, 1912, 16 p. (ISBN Lcamid 333388 (édité erroné), lire en ligne)
- (en) Henry Grattan Tyrrell, The Elizabethtown Bridge : the longest simple-truss span [« Pont autoroutier sur la rivière Miami à Elizabethtown, Ohio »], Chicago, 1909, 33 p. (LCCN 09010799, lire en ligne)
- (en) Article paru dans Popular Science Monthly d'octobre 1913